# Бурак, Севим
Севим Бурак (29 июня 1931, Стамбул — 31 декабря 1983, Стамбул) — турецкая писательница-модернист.

## Биография
Родилась 29 июня 1931 года в стамбульском квартале Ортакёй. Её родители поженились против воли своих родственников. Мать Севим имела еврейское происхождение и в письме Абидину Дино писательница призналась, что в детстве она ненавидела этот факт. Когда будущей писательнице было 16 лет, умерли её родители. После этого она бросила школу и вышла замуж за музыканта по имени Орхан Борар. Этот брак продержался 9 лет, у супругов был сын. Известно, что Севим не была верной женой, во время замужества у неё была связь с писателем Пеями Сафа.
Умерла 31 декабря 1983 года.

## Творчество
Первый сборник рассказов Севим «Сожжённые замки» (тур. Yanık Saraylar) был издан в 1965 году и считается, возможно, лучшим её произведением. Сборник был номинирован на премию Саита Фаика. После этого последовал долгий перерыв в 17 лет, после которого Севим вновь вернулась к творческой деятельности. Изданные в 1980-х годах произведения Севим сделали её известной, она была номинирована на премию Сабахаттина Али.